# 于尔根·佩克
于尔根·佩克（德語：Jürgen Paeke，1948年9月13日—），生于比森塔尔，德国前男子竞技体操运动员。他曾代表东德获得1972年夏季奥运会体操比赛男子团体全能铜牌。